# 본 슈프리머시 (영화)
《본 슈프리머시》(영어: The Bourne Supremacy)는 2004년 개봉한 미국의 영화이다. 동명의 소설을 바탕으로 하고 있다.

## 줄거리
제이슨 본과 마리 크로이츠는 인도 고아주에 살고 있다. 그는 여전히 기억상실증을 앓고 있으며, CIA 암살자였던 삶에 대한 회상들을 수첩에 기록한다.
베를린에서 패멀라 랜디 부국장 밑에서 일하는 CIA 요원이 7년 전 2천만 달러 도난 사건에 관한 문서인 네스키 파일을 익명의 러시아 정보원에게 3백만 달러에 지불하고 있었다. 이 거래는 과두정치인 유리 그레트코프를 위해 일하는 러시아 러시아 연방보안국 요원 키릴에 의해 중단된다. 그는 요원과 정보원을 죽이고 파일과 돈을 훔치며, 본에게 공격의 누명을 씌우기 위해 지문을 남긴다.
본의 지문을 발견한 랜디는 섹션 책임자 워드 애벗에게 본이 속해 있던 CIA의 해체된 프로그램인 트레드스톤 작전에 대해 묻는다. 그녀는 애벗에게 2천만 달러를 훔친 CIA 요원의 이름이 네스키 파일에 명시되어 있다고 말한다. 몇 년 전, 러시아 정치인 블라디미르 네스키는 도둑을 밝히려고 했을 때, 베를린에서 아내에게 살해당한 것으로 추정되는 살인-자살 사건으로 죽었다. 랜디는 본과 트레드스톤의 사망한 상관 알렉산더 콘클린이 연루되어 있으며, 본이 네스키 부부를 살해했다고 믿는다.
그레트코프는 키릴에게 고아로 가서 본을 죽이라고 지시하고, 본은 마리와 함께 도망친다. 키릴은 그들을 쫓아 마리를 죽이지만, 추격 도중 그들이 자리를 바꾼 것을 알지 못한다. 본은 고아를 떠나 나폴리로 가서 경비원들에게 자신의 신원을 밝히게 한다. 그는 외교보안서비스 요원과 카라비니에리 경비원을 제압하고 자신의 휴대폰에서 SIM 카드를 복사한다. 그 후의 전화 통화에서 그는 랜디와 누명 사건에 대해 알게 된다.
본은 다른 유일한 트레드스톤 요원인 자르다를 방문하기 위해 뮌헨으로 간다. 자르다는 콘클린의 죽음 이후 트레드스톤이 폐쇄되었다고 본에게 알려준 후 그를 공격한다. 본은 그를 목 졸라 죽인 다음, 요원들이 들이닥치자 그의 집을 가스 폭발로 파괴한다.
본은 랜디와 애벗이 전 트레드스톤 지원 기술자 니키 파슨스와 만나 본에 대해 심문하는 것을 따라 베를린으로 간다. 본은 CIA가 자신을 다시 쫓고 있다고 믿고 근처 지붕에서 랜디에게 전화한다. 그는 니키와의 만남을 요구하고 랜디에게 자신이 사무실에서 그녀를 볼 수 있다고 암시한다.
본은 알렉산더 광장에서 니키를 납치하여 애벗이 콘클린의 상사였음을 알게 된다. 그녀는 임무에 대해 아무것도 모른다고 밝힌 후 본은 그녀를 풀어준다. 본은 살인이 발생했던 호텔을 방문하여 자신의 임무에 대해 더 많이 기억한다: 그는 콘클린의 명령으로 네스키를 죽였고, 네스키의 아내가 나타나자 그녀를 쏘아 살인-자살처럼 보이게 만들었다.
콘클린의 전 조수 대니 존은 요원 사망 사건에 본이 연루된 보고서에서 불일치를 발견하고 자신의 이론을 애벗에게 설명한다. 애벗은 존이 랜디에게 알리는 것을 막기 위해 존을 죽인다.
본은 애벗의 호텔 방에 침입하여 애벗과 그레트코프가 2천만 달러 절도에 연루되었음을 입증하는 대화를 녹음한다. 본의 추궁에 애벗은 돈을 훔쳤고, 키릴에게 파일을 회수하도록 지시했으며, 고아에서 본을 침묵시키도록 준비하기 전에 그에게 누명을 씌웠다고 시인한다.
애벗은 본이 자신을 죽일 것이라고 예상하지만, 본은 마리가 원하지 않을 것이라고 말하며 거부하고, 총을 테이블에 놓고 떠난다. 랜디는 애벗에게 자신의 의심에 대해 추궁하고 애벗은 자살한다. 나중에 그녀는 호텔 방에서 애벗과 그레트코프, 본의 대화가 담긴 테이프가 들어있는 봉투를 발견한다.
본은 모스크바로 가서 네스키의 딸 이레나를 찾는다. 그레트코프의 지시로 본을 다시 죽이러 온 키릴은 그를 찾아 부상을 입힌다. 본은 훔친 택시를 타고 도주하고 키릴이 그를 쫓는다. 본은 키릴의 차량을 콘크리트 분리대로 몰아넣고 심하게 부상당한 키릴을 남겨둔다. 그레트코프는 랜디가 지켜보는 가운데 체포된다. 본은 이레나를 찾아 그녀의 부모를 살해했음을 고백하고 떠나면서 사과한다.
나중에 뉴욕시에서 본은 랜디에게 전화한다. 그녀는 테이프에 대해 감사하며, 그의 본명인 데이비드 웹과 그의 생년월일 및 출생지를 밝히고 만나자고 요청한다. 본은 건물에서 그녀를 지켜보며 피곤해 보인다고 말하고 쉬라고 한 다음 도시 속으로 사라진다.

## 배역
- 맷 데이먼 - 제이슨 본
- 프랑카 포텐테 - 마리
- 브라이언 콕스 - 워드 애벗
- 줄리아 스타일스 - 니키
- 칼 어번 - 커릴
- 게이브리얼 맨 - 대니 존
- 조앤 앨런 - 파멜라 랜디

## 한국판 성우진

### MBC (2008년 2월 9일)
- 김영선 - 제이슨 본(맷 데이먼)
- 최성우 - 파멜라 랜디(조앤 앨런)
- 황일청 - 워드 애벗(브라이언 콕스)
- 김호성 - 대니 존(게이브리얼 맨) / 자르다(머르톤 초카스)
- 박신희 - 니키 파슨스(줄리아 스타일스)
- 변종필 - 유리 그레코프(카렐 로덴)
- 김서영 - 마리 크로이츠(프랑카 포텐테)
- 신성호 - 알렉산더 콘클린(크리스 쿠퍼)
- 이상훈 - 톰 크로닌(톰 갤로프) / 마틴 마셜(토머스 아라나)
- 이원찬 - 키릴(칼 어번)
- 김두희 - CIA 정보원(에단 샌들러)
- 류승곤 - 존 네빈스(팀 그리핀)
- 유상우 - CIA 정보원(미셸 모나한)

### KBS (2013년 9월 19일)
- 강수진 - 제이슨 본(맷 데이먼)
- 유지원 - 마리 크로이츠(프랑카 포텐테)
- 이장원 - 워드 애벗(브라이언 콕스)
- 배정미 - 니키 파슨스(줄리아 스타일스)
- 정성훈 - 키릴(칼 어번) / 대니 존(게이브리얼 맨)
- 송도영 - 파멜라 랜디(조앤 앨런)
- 이정구 - 마틴 마셜(토머스 아라나)
- 원호섭 - 톰 크로닌(톰 갤로프)
- 심승한 - 존 네빈스(팀 그리핀) / 자르다(마르톤 초카시)
- 설영범 - 알렉산더 컨클린(크리스 쿠퍼)
- 주재규 - 유리 그레코프(카렐 로덴) / CIA 정보원(에단 샌들러)
- 김소희 - 이레나(옥사나 아킨시나) / CIA 정보원(미셸 모나한)